# 男性声優集団be-Vies
男性声優集団be-Vies（だんせいせいゆうしゅうだんびーびーず）は、かつてマルチックアイに所属していた男性声優を中心に構成される集団。2007年に所属事務所がラディクスモバニメーションマルチックアイ事業部に変わり、同年に所属部署が消滅。2008年に独立する。
声優集団とあるが、主な活動は舞台公演であり、メンバーも声優だけではなく俳優や歌手として集団外で活動している者も多い。
『男性声優集団be-Vies』は長いので、メンバーは主に『be-Vies（びーびーず）』や『びび』と略称している。
2009年3月の公演を最後に、現在は活動を停止している。

## 概要
初期の正式メンバーは、赤羽根健治・岩崎匡浩・高岡正和・中田俊輔・保坂薫・山田敦史の6人。※五十音順

## メンバー
（五十音順）
- 岩崎匡浩（いわさき まさひろ）
- 高坂龍史（こうさか りゅうじ）
- 高岡正和（たかおか まさかず）
- 西島潤（にしじま じゅん）
- 根来武志（ねごろ たけし）
- 保坂薫（ほさか かおる）
- 山田敦史（やまだ あつし）
- 吉村和紘（よしむら かずひろ）

## 卒業・脱退したメンバー
- 赤羽根健治（あかばね けんじ）
- 中田俊輔（なかた しゅんすけ）
- 白井浩二（しらい こうじ）

## 主な出演作品

### 舞台
- be-Vies公演
  - vol.01「『誠』新選組（2007年3月）」
  - vol.02「Vie Durantシリーズ『LR』」（2007年11月）
  - vol.03「MIBURO-壬生狼-」（2008年9月）
  - vol.04「ロミオの青い空～もうひとつの空～」（2009年3月）

### ラジオ
- WEBラジオ be-Vies Cafe（2008年3月 - 9月）